# Menor que yo
«Menor que yo» es una canción de reguetón de la cantante Ivy Queen, de la edición platino de su sexto álbum de estudio, Sentimiento (2007). Fue compuesto por Queen, producido por Escobar & Zoprano y lanzado como sencillo principal del álbum el 8 de marzo de 2008.
La canción expresa cómo la edad no debería importar si estás enamorado de alguien, sobre lo que sucede cuando una mujer mayor se enamora de un hombre más joven. La canción también se considera la respuesta al gran éxito de Luny Tunes, "Mayor que yo". El video musical que acompaña a la canción fue filmado en Panamá en enero de 2008. Fue dirigida por Marlon Peña y producida por Alvis González. La canción alcanzó la posición #25 en la lista Billboard Latin Rhythm Airplay.

## Composición y promoción
Ivy Queen comenzó a trabajar en su sexto álbum de estudio en 2006 luego de divorciarse de su esposo durante nueve años. Queriendo ir en una dirección diferente a sus álbumes anteriores, dijo que quería dar un giro de 180 grados a lo que la gente piensa del reguetón. Explicó: "Muchos piensan que el reggaetón es solo un ritmo agradable para bailar. Y se olvidan que hay cantautores y compositores que, como todos, también sufren y aspiran en el amor”. Ella quería que el álbum tratara sobre eso. También dijo: "El amor es lo que nos hace escribir cosas, lo que nos mantiene vivos. Si no tuviéramos amor, no tendríamos nada". Después del éxito comercial del álbum, (certificado como Platino por la Asociación de la Industria de la Grabación de Estados Unidos), Univision y Machete distribuyeron una edición de platino y un álbum en vivo a fines de 2007 y 2008 respectivamente. De las siete nuevas canciones incluidas en la edición platino, una fue "Menor que yo".

## Composición
"Menor que yo" fue compuesta por la propia Reina. Fue producido por Escobar y Zoprano. Ivy Queen dijo que escribió la canción sobre una experiencia que muchas mujeres comparten, y señaló que muchas personas que ven a una mujer mayor con un hombre más joven piensan que su motivación es el dinero.
"Nunca piensan que podría haber una conexión, química", incluso dijo que "no hay un requisito de edad para dos personas que se aman".

## Vídeo musical
El video musical de "Menor que yo" fue filmado en Panamá en enero de 2008 bajo la dirección del dominicano Marlon Peña. La producción estuvo a cargo del reconocido productor panameño Alvis González de Panafilms, mientras que la cinematografía estuvo a cargo del venezolano Álvaro Rangel. Coproducido por Marlon Films y filmado en 35 mm, el video musical es una continuación de "En Que Fallamos", anterior sencillo de la diva. La filmación comenzó el 30 de enero de 2008 a las 9 a. m. para la primera escena y terminó a las 4 pm. La primera escena filmada ocurre en un centro comercial, el Centro MultiPlaza.
En esta escena, Ivy Queen conduce un automóvil de lujo gris dentro del centro comercial, mientras los clientes y las personas que lo visitan miran asombrados y maravillados. Inmediatamente después, a las 4 de la tarde, se filmaron las siguientes escenas en el Casco Antiguo, Panamá, con representaciones de los barrios populares. La producción del video costó $ 60,000 y se utilizaron 80 extras excluyendo a los cientos de espectadores. Al comienzo del video musical, Queen está en una motocicleta de la policía cuando detiene a un joven que conduce un automóvil a velocidades excesivas.

## Listas
La canción fue lanzada como el sencillo principal del álbum a través de Airplay en enero de 2008. Fue lanzado digitalmente el 8 de marzo de 2008 por Machete Music. En la lista Billboard Latin Rhythm Airplay, la canción debutó en el puesto 32 durante la semana del 1 de marzo de 2008 y alcanzó el puesto 25 el 8 de marzo de 2008.
| Lista (2008)                              | Posición más alta |
| ----------------------------------------- | ----------------- |
| US Latin Rhythm Airplay (Billboard)       | 25                |
| US Latin Rhythm Digital Songs (Billboard) | 22                |